# Ronse
Ronse (nizozemsky Ronse, francouzsky Renaix) je město v belgické provincii Východní Flandry, ležící asi 60 km západně od Bruselu. Žije v něm přibližně 27 tisíc obyvatel.
Město vzniklo okolo kláštera, který založil v 7. století svatý Amandes. Ronse je tradičním centrem textilního průmyslu, sídlí zde firma Associated Weavers a také velké muzeum textilu. Konají se zde tradiční lidové slavnosti Bommels (masopust) a Fiertel (Slavnost Nejsvětější Trojice). Nádražní budova z roku 1861 patří k nejstarším v Evropě.
Místní kostel je pojmenován podle svatého Hermese, jehož ostatky jsou uloženy v románské kryptě. Tomuto světci se přičítá schopnost uzdravovat duševně nemocné, odtud pochází posměšná říkanka: „Saint Hermès guérit les fous des environs et laisse les habitants de Renaix tels qu’ils sont“ („Svatý Hermes bláznům rozum navracel, jenom na lidi z Ronse při tom zapomněl.“)
Místními rodáky jsou hudební skladatel Cipriano de Rore, zpěvačka Nathalie Lafebvreová (Melody) a princezna Stéphanie Lucemburská.
V roce 1963 a 1988 pořádalo Ronse mistrovství světa v silniční cyklistice.
Partnerským městem je Jablonec nad Nisou.